# Гіммельпфортен
Гіммельпфортен (нім. Himmelpforten) — громада в Німеччині, розташована в землі Нижня Саксонія. Входить до складу району Штаде. Центр об'єднання громад Ольдендорф-Гіммельпфортен.
Площа — 18,29 км2. Населення становить 5613 ос. (станом на 31 грудня 2021).

## Галерея

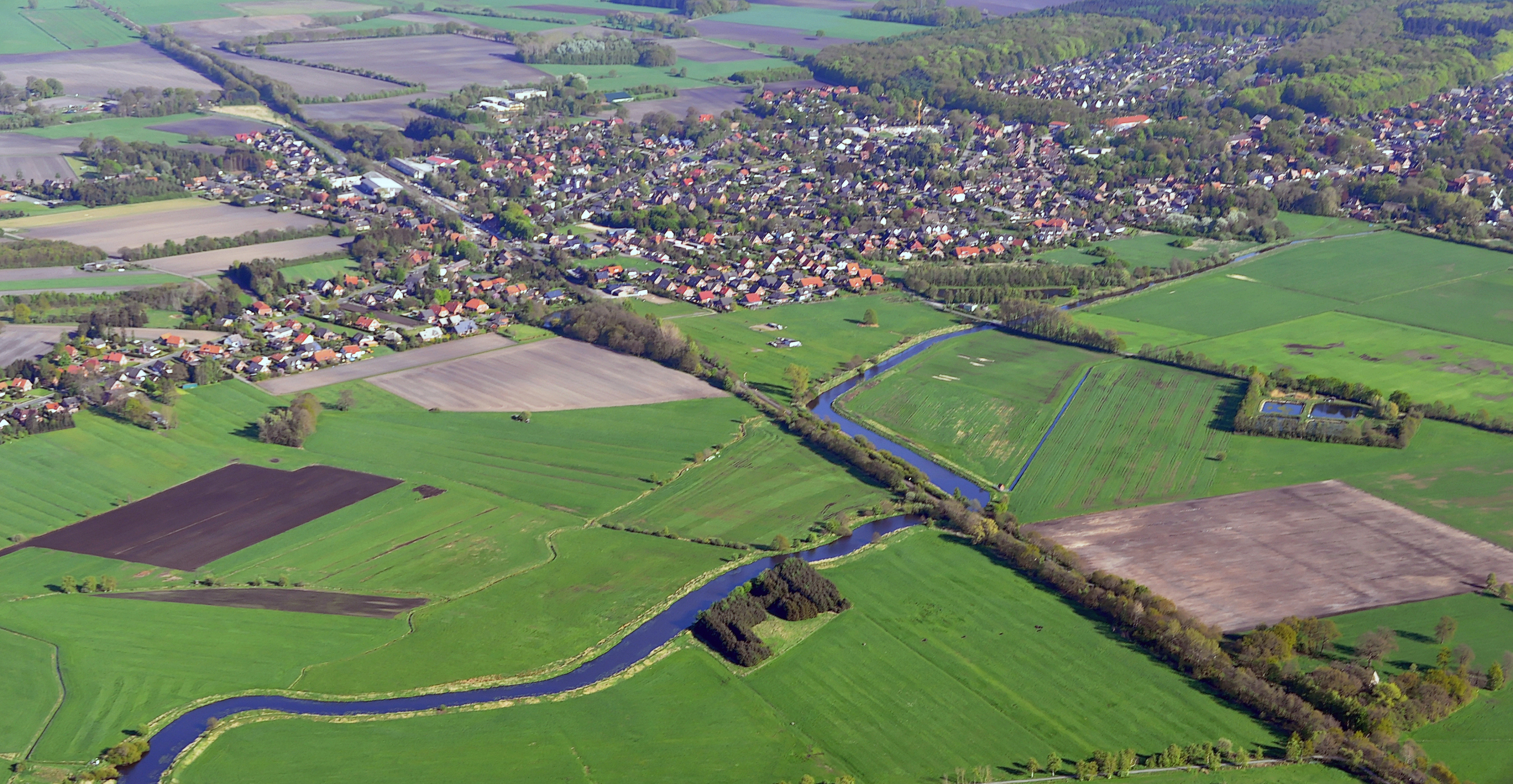
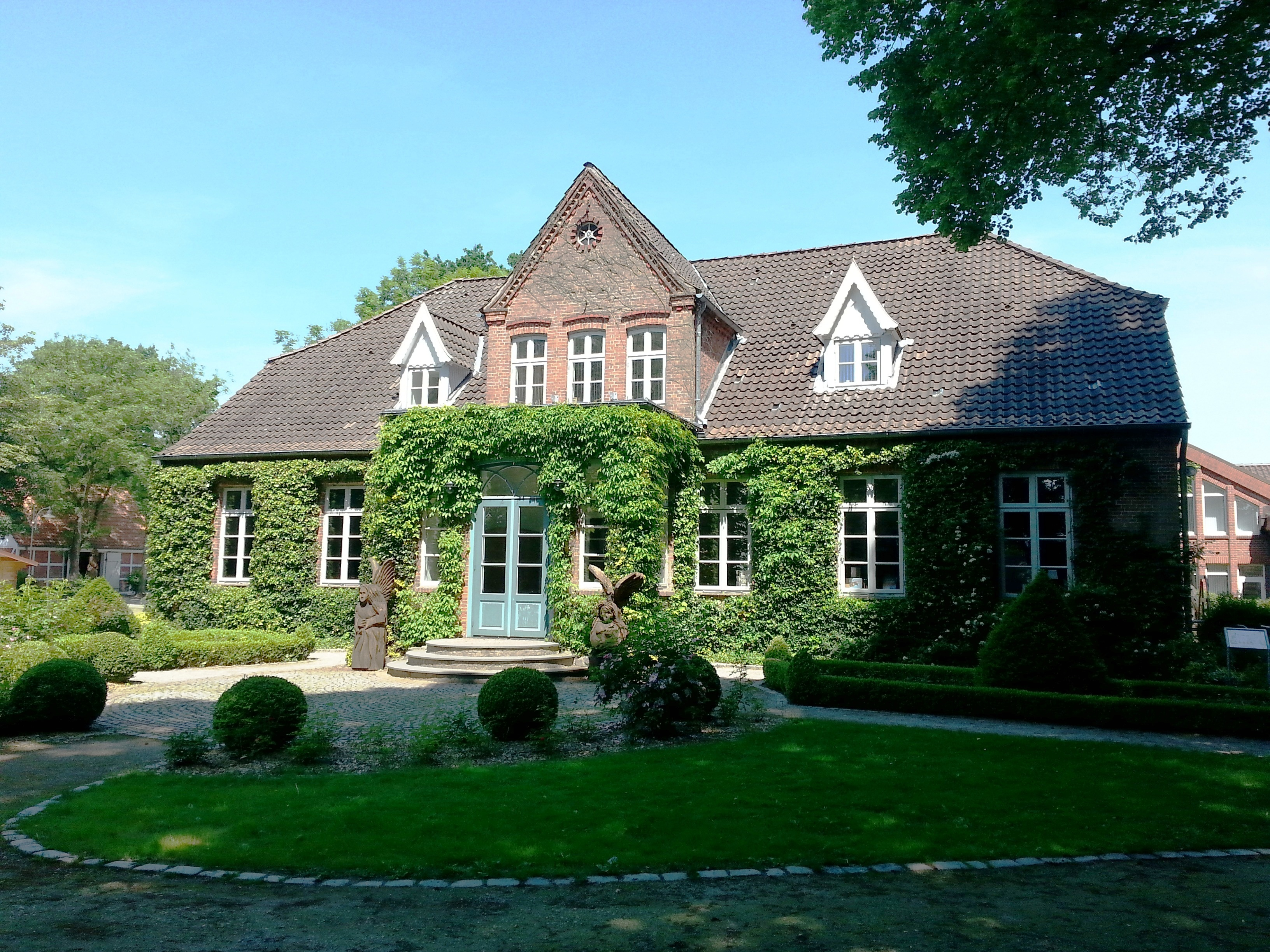